# Bébé devient féministe
Bébé devient féministe és una pel·lícula muda francesa escrita i dirigida per Louis Feuillade i estrenada el gener de 1912.
Aquesta pel·lícula forma part de la sèrie Bébé.

## Repartiment
- René Dary : Bébé (com Clément Mary)
- Renée Carl : Madame Labèbe, la mama
- Alphonsine Mary : Fonfon, germana petita Bébé
- Jeanne Saint-Bonnet : Julie, la minyona